# Гимпл, Скотт М.
Скотт Милхауз Гимпл — американский продюсер и сценарист, работающий в сфере создания комиксов, мультфильмов и телесериалов.

## Ранние года
Скотт М. Гимпл вырос в Беркли-Хайтс штат Нью-Джерси и окончил школу Governor Livingston High School. После школы Скотт получил диплом Университета Южной Калифорнии, окончив Высшую школу кино и телевидения действующую при нём.

## Карьера
Скотт М. Гимпл работал сценаристом на канале NBC. На этом канала он стал одним из авторов сериала «Жизнь как приговор». Для канала Fox TV он участвовал в создании проекта «Гонка». Для канала ABC он работал над сериалом «Вспомни, что будет». Гимпл стал соавтором сценария «Призрачный гонщик 2» вместе с Сетом Хоффманом и Девидом Гойером.
В 2011 году он присоединился к съёмочной группе канала AMC работающей над сериалом «Ходячие мертвецы». Он стал продюсером и сценаристом для второго сезона сериала. В частности по его сценарию была снята третья серия второго сезона «Во спасение последнего» (англ. «Save the Last One»); хорошо принятая критиками, седьмая серия — «Уже почти мёртв» (англ. «Pretty Much Dead Already»); и десятая серия «18 миль» (англ. «18 Miles Out»).
В январе 2013 года Скотт М. Гимпл стал очередным шоураннером «Ходячих Мертвецов», заменив Глена Мазарру. Скотт М. Гимпл стал исполнительным продюсером и автором нескольких сценариев для четвёртого сезона сериала.
Скотт участвовал в создании диснеевского мультсериала en:Pepper Ann, также им были написаны несколько сценариев для комиксов «Симпсоны». Гимпл стал одним из создателей мультипликационного сериала «en:Fillmore!». Вместе с Биллом Мориссоном он написал книгу комиксов «Heroes Anonymous».

## Работы

### Кино
| Год  | Название              | Должность                |
| ---- | --------------------- | ------------------------ |
| 2012 | «Призрачный гонщик 2» | Один из авторов сценария |

### Телевидение
Продюсирование
| Год                  | Название             | Должность                                         | Сезон                     |
| -------------------- | -------------------- | ------------------------------------------------- | ------------------------- |
| 2014                 | «Ходячие мертвецы»   | Исполнительный продюсер                           | Пятый сезон               |
| 2013                 | «Ходячие мертвецы»   | Исполнительный продюсер, шоураннер                | Четвёртый сезон           |
| 2013                 | «Ходячие мертвецы»   | Исполнительный продюсер                           | Третий сезон              |
| 2012                 | «Ходячие мертвецы»   | Исполнительный продюсер                           | Третий сезон              |
| 2011                 | «Ходячие мертвецы»   | Продюсер                                          | Второй сезон              |
| 2011                 | «Преследование»      | Сопродюсер                                        | Первый сезон              |
| 2010                 | «Преследование»      | Сопродюсер                                        | Первый сезон              |
| 2010                 | «Вспомни, что будет» | Исполнительный редактор                           | Первый сезон              |
| 2009                 | «Вспомни, что будет» | Исполнительный редактор                           | Первый сезон              |
| «Жизнь как приговор» | Редактор             | Второй сезон                                      |                           |
| «Жизнь как приговор» | Редактор             | Второй сезон                                      | 2008                      |
| 2004                 | «en:Fillmore!»       | Исполнительный продюсер, Ответственный за диалоги | Второй сезон              |
| 2003                 | «en:Fillmore!»       | Исполнительный продюсер, Ответственный за диалоги | Второй сезон Первый сезон |
| 2002                 | «en:Fillmore!»       | Исполнительный продюсер, Ответственный за диалоги | Первый сезон              |

Сценарист
| Год  | Название                              | Серия                                                    | Сезон                      |
| ---- | ------------------------------------- | -------------------------------------------------------- | -------------------------- |
| 2013 | «Демоны Да Винчи»                     | «The Prisoner»                                           | Первый сезон, Серия № 3    |
| 2013 | «Демоны Да Винчи»                     | «The Serphent»                                           | Первый сезон, Серия № 2    |
| 2013 | «Ходячие мертвецы»                    | «30 Days Without an Accident»                            | Четвёртый сезон, Серия № 1 |
| 2013 | «Ходячие мертвецы»                    | «Эта горестная жизнь» («This Sorrowful Life»)            | Третий сезон, Серия № 15   |
| 2013 | «Ходячие мертвецы»                    | «Очищенный» («Clear»)                                    | Третий сезон, Серия № 12   |
| 2012 | «Ходячие мертвецы»                    | «Затравленные» («Hounded»)                               | Третий сезон, Серия № 6    |
| 2012 | «Ходячие мертвецы»                    | «18 миль» («18 Miles Out») (Совместно с Гленом Мазаррой) | Второй сезон, Серия № 10   |
| 2011 | «Ходячие мертвецы»                    | «Уже почти мёртв» («Pretty Much Dead Already»)           | Второй сезон, Серия № 7    |
| 2011 | «Ходячие мертвецы»                    | «Во спасение последнего» («Save the Last One»)           | Второй сезон, Серия № 3    |
| 2010 | «Преследование»                       | «The Longest Night»                                      | Второй сезон, Серия № 8    |
| 2010 | «Вспомни, что будет»                  | «Future Shock» (Совместно с Тимоти Дж. Ли)               | Первый сезон, Серия № 22   |
| 2010 | «Вспомни, что будет»                  | «Better Angels» (совместно с Йеном Б. Голдбергом)        | Первый сезон, Серия № 14   |
| 2009 | «Вспомни, что будет»                  | «Black Swan»                                             | Первый сезон, Серия № 4    |
| 2008 | «Жизнь как приговор»                  | «Did You Feel That?» (совместно с Джонатаном Шапиро)     | Второй сезон, Серия № 6    |
| 2008 | «Жизнь как приговор»                  | «Not for Nothing»                                        | Второй сезон, Серия № 4    |
| 2007 | «Гонка»                               | «Rear View» (совместно с Кристин Рейдль)                 | Первый сезон, Серия № 6    |
| 2007 | «Эль Тигре: Приключения Мэнни Риверы» | «Eye Caramba» (автор фабулы)                             | Первый сезон, Серия № 13   |
| 2007 | «Эль Тигре: Приключения Мэнни Риверы» | «Miracle City Worker»                                    | Первый сезон, Серия № 8    |
| 2007 | «Американский дракон: Джейк Лонг»     | «The Love Cruise»                                        | Второй сезон, Серия № 18   |
| 2006 | «Американский дракон: Джейк Лонг»     | «The Rotwood Files»                                      | Второй сезон, Серия № 15   |
| 2005 | «Американский дракон: Джейк Лонг»     | «The Halloween Bash»                                     | Первый сезон, Серия № 17   |
| 2003 | en:Fillmore!                          | «Immune to All but Justice»                              | Второй сезон, Серия № 5    |
| 2002 | en:Fillmore!                          | «Ingrid Third, Public Enemy #1»                          | Первый сезон, Серия № 8    |
| 2002 | en:Fillmore!                          | «Nappers Never Sleep»                                    | Первый сезон, Серия № 7    |
| 2002 | en:Fillmore!                          | «A Wurm in Our Midst»                                    | Первый сезон, Серия № 3    |
| 1997 | en:Jungle Cubs                        | «Hair Ball»                                              | Второй сезон, Серия № 7    |